# Veersche Compagnie

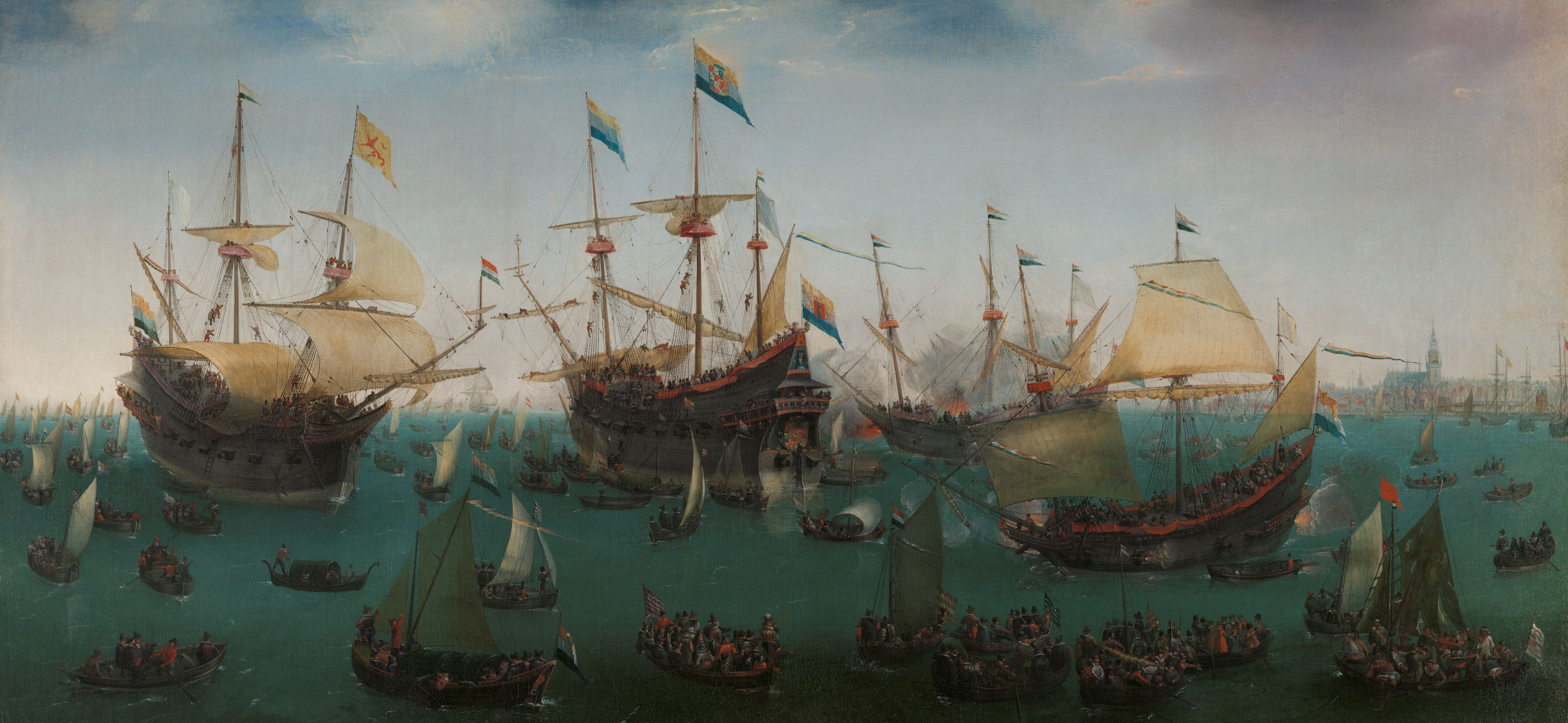
Terugkeer van de tweede Azië-expeditie van Jacob van Neck in 1599 door Cornelis Vroom (ca. 1591-1661)

De Veersche Compagnie, naar hedendaagse schrijfwijze Veerse Compagnie, was een voorcompagnie in de Republiek der Zeven Verenigde Nederlanden. Het was opgezet om specerijenhandel te bedrijven in wat veel later Indonesië werd. Het initiatief hiertoe werd genomen door Balthazar de Moucheron, een reder uit Antwerpen in de Zuidelijke Nederlanden, die zich na de Val van Antwerpen in Zeeland had gevestigd.
Er werd één expeditie uitgerust. Deze vloot, onder leiding van Cornelis de Houtman, bestond uit twee schepen, 'De Leeuw' en 'De Leeuwinne van Zelant'. Op de tweede boot zou Cornelis' broer Frederik het bevel voeren. De vloot vertrok op 28 maart 1598 van Veere op Walcheren en zou op 8 augustus 1600 zonder de gebroeders De Houtman terugkeren. Cornelis werd gedood en Frederik werd in Atjeh gevangengenomen. De reis was financieel geen succes en het bleef bij deze tocht. Moucheron zou in 1601 de Compagnie van De Moucheron oprichten, die later opging in de Vereenigde Oostindische Compagnie (VOC).

## Oprichting
Initiatiefnemer was Balthazar de Moucheron, een steenrijke koopman uit Antwerpen. Andere belanghebbenden waren Simon Jaspersz. Parduyn, Arnoult le Clerq, Cornelis Meunicx, Pierre le Moine en wellicht Lieven de Muelenaer en Hubrecht Brenten. De Moucheron werd door de plaatselijke overheid van Veere aangetrokken met de belofte van een gratis grote woning en andere voordelen. In ruil moest hij Veere tot zijn thuishaven maken van zijn achttien tot twintig handelsschepen die hij ook nog eens jaarlijks moest laten uitvaren. Parduyn was de voormalige burgemeester van Middelburg en ten tijde van de oprichting van de compagnie de 'Eerste Rekenmeester van Zeeland'.
Op 24 december 1597 vroegen de bewindhebbers van de Veersche Compagnie aan de Staten-Generaal toestemming voor een expeditie naar Oost-Indië voor "dry schepen met een jachte tot de handelinghe van de specerie." Zoals gebruikelijk vroeg de compagnie geschut te leen, evenals om de verstrekking van buskruit, kanonskogels en andere munitie. De Staten-Generaal verleenden toestemming voor twee reizen en belastte de admiraliteit in Zeeland met het verstrekken van vier stukken geschut. Vervolgens werden acht ijzeren gotelingen geleverd, evenals zesduizend pond buskruit.

## Expeditie Veersche Compagnie

### Vloot
De expeditie bestond uiteindelijk uit twee schepen, 'De Leeuw' (400 ton) en de 'De Leeuwinne van Zelant' (250 ton), met respectievelijk 123 en 100 bemanningsleden. Cornelis de Houtman werd aangesteld als 'generaal' en was de hoogste gezagsdrager. Zijn twee jaar jongere broer Frederik was kapitein op De Leeuwinne en Pieter Stockmans was dat op De Leeuw. Als hoofdstuurman op De Leeuw werd de toen al gerenommeerde Engelsman John Davis aangetrokken. Tot opperkoopman werd Thomas Coymans benoemd. Andere koopmannen waren Jan van den Aertbrugge, Jacques Boudens en Guyon Lefort. Cornelis de Houtman was al in Oost-Indië geweest met de Eerste Schipvaart en was aangesteld vanwege zijn kennis. Ook Frederik was op de Eerste Schipvaart mee geweest.

### Heenreis
Op 28 maart 1598 vertrekt de vloot vanuit Veere naar Indië. De schepen maken een tussenstop ter bevoorrading op het eiland São Nicolau om vervolgens van 21 juli tot 5 september aan te leggen op het eiland Fernando de Noronha. Ze varen langs de Sint Helenabaai en de Kaap de Goede Hoop en van 21 november tot 7 december verblijven ze in de Saldanhabaai, waar veertien zeelieden door inboorlingen worden gedood. Van 17 januari tot 24 maart is de vloot op Madagaskar, men gaat voor anker in de Mauritius Baai. Ze zeilen langs het Comoren-eiland Mayotte, Anjouan (nu Ndzouani), de Malediven en Kaap Comorin, om op 1 juli 1599 in Atjeh aan te komen.

### Peperduur
In eerste instantie wordt de vloot uit de Nederlanden goed ontvangen door sultan Alauddin Ri'ayat Syah Sayyid al-Mukammal. Maar op datzelfde moment bevindt de Portugees Afonso Vincente, een handelspartner en kennis van de sultan, zich ook in Atjeh. Cornelis de Houtman doet een voorstel om peper aan te kopen, maar de voorgestelde prijzen blijken te hoog te zijn. De sultan stelt voor om de prijzen te verlagen als de vloot hem helpt bij een aanval op de hem vijandig gezinde Maleisische sultanaat Johore. Er wordt een overeenkomst gesloten waarbij de gebroeders De Houtman in ruil voor een lading peper inlandse soldaten en kanonnen verschepen naar het Maleisische sultanaat Johore. Cornelis de Houtman mocht hierover niet zelf beslissen. Het besluit werd genomen door de scheepsraad, waarin de belangrijkste bemanningsleden vertegenwoordigd waren.

### Intrige en verraad
In het grootste geheim arriveert de Portugese gezant Simao Nunez vanuit Malacca in Atjeh, de Portugezen laten weten dat de sultan partij moet kiezen en verzoeken hem om de Nederlanders uit de handel te weren. Afonso Vincente smeedt samen met de sultan een plan om de Nederlandse vloot te verschansen. Op 11 september stuurt de sultan een delegatie van gewapende Atjeeërs met spijzen en drank naar De Leeuw en De Leeuwinne om hun nieuwe samenwerking te vieren. Als voorzorgsmaatregel hielden verscheidene bemanningsleden van De Leeuw en De Leeuwinne zich verscholen beneden het dek.
Er was door de gezanten van de sultan een mild vergif in de drank en spijzen gedaan, waardoor diegenen die deze nuttigden uitzinnig werden, buiten hun controle.
Op De Leeuw zetten de gewapende intriganten de aanval in. Als de aanvallers terug aan dek komen, worden ze door John Davis en de andere bemanningsleden opgewacht, slecht enkele van de plotters kunnen aan de dood ontsnappen en bereiken hun prauwen. Voor de befaamde ontdekkingsreiziger Cornelis de Houtman kwam alle hulp te laat, hij was reeds aan zijn verwondingen bezweken. De prauwen trachtten nog De Leeuw en De Leeuwinne te enteren, maar onder het geschut van de kanonnen werden ze verdreven. Frederik de Houtman was aan land terwijl deze list zich uitspeelde. Hij en 26 van zijn mannen werden gevangengenomen, met een uiteindelijke balans van 28 doden aan de kant van de Nederlanders.

### De Leeuw slaat terug
De overgebleven zeemannen trachtten hun pinas die naar Pedir was gezeild veilig te stellen, maar bij hun aankomst in Pedir bleek dat deze reeds in het bezit was van de vloot van de sultan. De elf aanwezige vaartuigen van de Atjese vloot te Pedir probeerden hen vervolgens te enteren, waarop een hevig gevecht uitbrak. Twee van de vijandige schepen werden de grond in geboord, waarop de andere acht prauwen de aftocht bliezen. 
Guyon Lefort, die samen met Frederik de Houtman aan land gevangen werd genomen, krijgt de toestemming om naar zijn vloot terug te keren en onderhandelingen op te starten. Het voorstel van de sultan luidde als volgt: als een van de schepen werd overgedragen, dan zouden alle gevangenen worden vrijgelaten. Bij Guyon Leforts aankomst op De Leeuw wordt hij aangewezen tot nieuwe opperbevelhebber en wordt er overeengekomen om niet op het voorstel van de sultan in te gaan. Ze probeerden nog tevergeefs om de gevangenen vrij te kopen van de Atjeeërs, maar de onderhandelingen draaiden op niets uit. Frederick werd uiteindelijk twee jaar gevangen gehouden, totdat hij met geschenken van prins Maurits van Oranje-Nassau kon worden vrijgekocht.

### Waardevolle inlichtingen en terugvaart
Vervolgens doet de vloot de Nicobaren aan om zich te herbevoorraden. Daarna tracht men Ceylon te bereiken, maar door hevige tegenwind wordt dit hun belet. Onderweg komt de vloot een inheems schip uit de Coromandelkust tegen, volgeladen met rijst en met bestemming Atjeh. Een flink deel van de rijstvoorraad wordt tegen betaling overgenomen. Van de bemanning op het scheepje komt Guyon Lefort te weten dat de koning van Batticaloa (een gebied langs de oostkust van Ceylon) vijandig staat tegenover de Portugezen. Er wordt besloten om de terugreis naar patria aan te vatten en op 8 augustus 1600 komen de schepen in Vlissingen aan.